# Persuasão (romance)
Persuasão (1818) é um romance da escritora britânica Jane Austen, escrito por volta de 1816. Seu título original é Persuasion, e é o último romance completo escrito por Jane Austen, que o escreveu após terminar Emma (1816). A história se passa em Bath, e é relacionada a outro romance de Austen, Northanger Abbey.
A obra é póstuma, tendo sido publicada em 1818, sendo que a autora faleceu em 1817.

## Enredo
O enredo gira em torno de Anne Elliot, filha de Walter Elliot, baronete de Kellynch Hall, a qual sete anos antes dos eventos narrados no romance, apaixona-se por Frederick Wentworth, inteligente, ambicioso, mas pobre, e é impedida pela família de contrair matrimônio com este. Tal rompimento foi feito sob a interferência da viúva Lady Russell, que não via vantagens no casamento com um homem sem tradições e sem conexões familiares importantes, temendo um futuro incerto para Anne.
A irmã mais velha de Anne, Elizabeth, após a morte da mãe, passara a tomar conta da casa. Inicialmente, tinha pretensões de casar com o herdeiro presuntivo da propriedade e do baronato, William Elliot, pois Sir Walter não tinha filhos homens para herdar; seus planos fracassaram mediante a notícia que William casara com uma mulher rica e adquirira independência.
A irmã mais jovem de Anne, a nervosa Mary, é casada com Charles Musgrove de Uppercross Hall, um bucólico vilarejo, onde Anne passa uns tempos, ajudando a irmã, após o aluguel de sua casa.
O pai de Anne, Sir Walter Elliot, acaba alugando sua propriedade ao cunhado de Wentworth, o Almirante Croft. Os Musgroves, incluindo Mary, Charles e suas irmãs Henrietta e Louisa, são convidadas a conhecer os Crofts, e as duas moças se sentem atraídas por Wentworth, porém Henrietta é informalmente compromissada com Charles Hayter.
Aos vinte e sete anos, Anne reencontra o ex-noivo, agora um oficial da marinha, interessado em sua vizinha, Louisa Musgrove, que é também concunhada de Anne, pois é irmã de Charles, casado com Mary.
Anne percebe que ainda ama Wentworth e tem de lidar com a convivência num ambiente em que ele se torna frequente e com a possibilidade de ser deixada de lado em favor de Louisa. É apenas quando Anne reconhece seus sentimentos íntimos como verdadeiros, que a persuasão se completa.

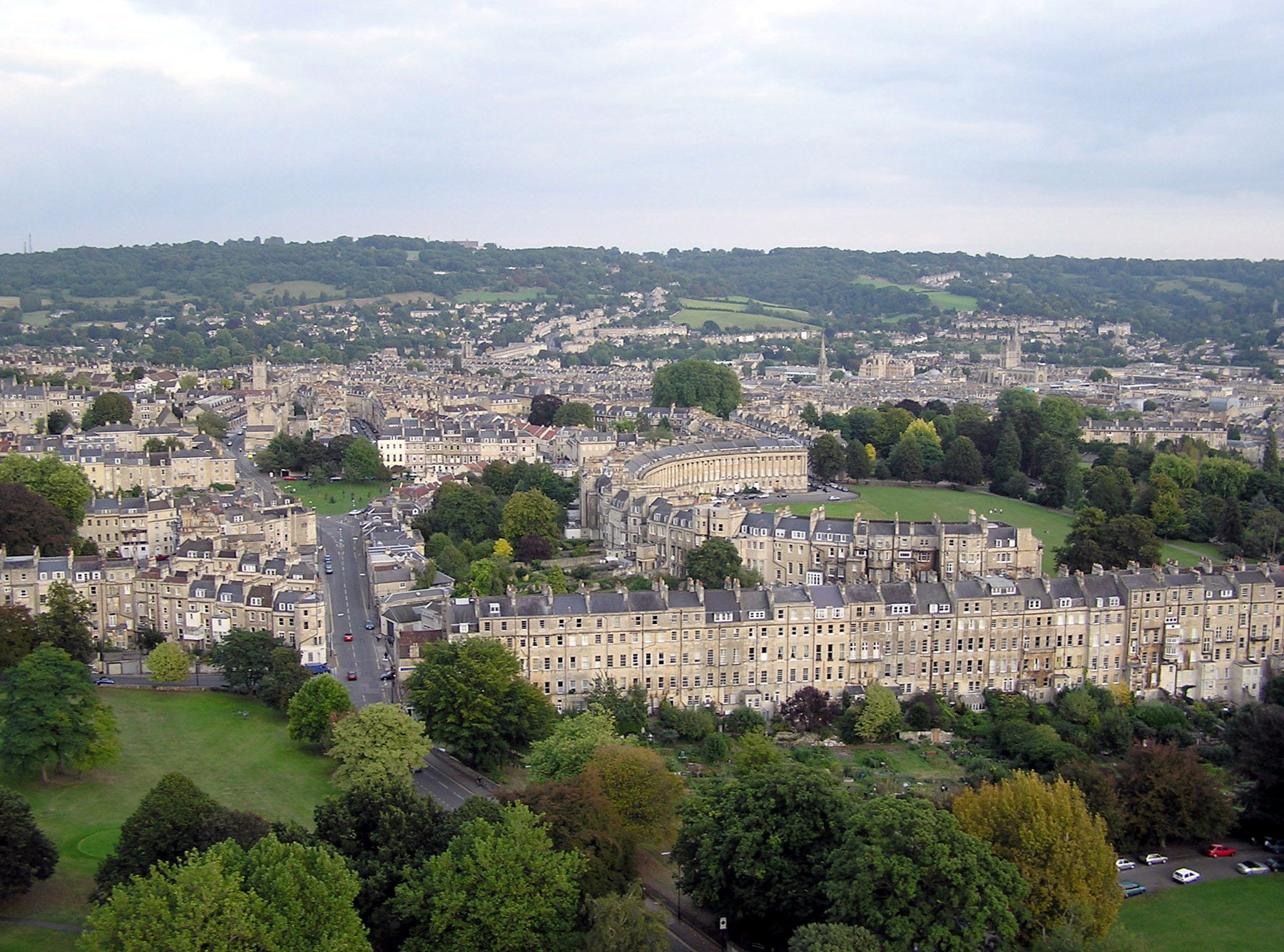
Vista aérea de Bath, cenário de várias passagens de "Persuasão"

Em visita a um amigo de Wentworth, o Capitão Harville, em Lyme Regis, Louisa Musgrove sofre uma queda e é socorrida adequadamente pela sensível Anne, fazendo com que Wentworth a admire ainda mais.
Louisa se recupera, mas desperta a atenção do amigo de Wentworth, Capitão Benwick, que recentemente ficou viúvo, e começa a ficar interessada por ele.
Enquanto isso, Sir Walter, Elizabeth, irmã mais velha de Anne, e a amiga Mrs. Clay, voltam para Bath. Anne começa a ser cortejada por William Elliot, mas não corresponde, pois não o admira muito.
Finalmente, os Musgroves visitam Bath para comprar roupas para Louisa e Henrietta, e o Capitão Wentworth e seu amigo Capitão Harville os acompanham. Anne e Harville discutem o relacionamento dos homens e mulheres apaixonados, enquanto Wentworth escreve umas notas, durante a conversa. O propósito da carta é falar de seus sentimentos por Anne. Em uma cena suave, Anne e Wentworth se reconciliam e renovam seu compromisso.

## Personagens
Sir Walter Elliot, Bt. — um extravagante baronete, que desde a morte da esposa, 13 anos antes, colocou a família em dificuldades financeiras, de forma a precisar alugar sua propriedade, Kellynch Hall, para o Almirante Croft, e fazer uma residência mais modesta em Bath. Tem um grande afeto por sua filha mais velha, Elizabeth, e demonstra pouco se importar por Anne e Mary. Ao longo do romance, há suspeitas de que ele iria se casar com Mrs. Clay.
Elizabeth Elliot — a mais velha das filhas de Sir Walter, que acompanha o pai nas imprudências e extravagâncias. Ela e o pai frequentemente colocam seus interesses acima dos de Anne, culpando-a de inconseqüências. Interessa-se por Mr William Elliot, visando um casamento afortunado, mas, ao saber de seu compromisso com uma rica burguesa, age com desprezo.
Anne Elliot — A segunda filha de Sir Walter, com 27 anos e solteira. Mesmo sem afeto da família - o tivera somente através da mãe e da amiga, Lady Russell -, sendo frequentemente ignorada e deixada de lado, é inteligente, gentil, mas perdera sua alegria e beleza ao romper seu compromisso anterior com Wentworth, persuadida pela mentora Lady Russel. Oito anos depois, ao reencontrá-lo, descobre que nunca foi capaz de esquecê-lo totalmente e, mesmo vendo suas investidas em Louisa e estando constantemente próxima a ele, desejava que o mesmo fosse feliz, ainda que não fosse com ela.
Mary Musgrove — a filha mais jovem de Sir Walter, casada com Charles Musgrove. Ela é carente de atenção, é teatral e manipuladora, usando o fato de “estar sempre doente” na tentativa de chamar a atenção para si. Vive exigindo a presença de Anne em Uppercross para cuidar de si e tomar conta de seus dois filhos, que respeitam somente a tia.
Charles Musgrove — marido de Mary e dono da propriedade dos Musgrove. Ele tentara casar com Anne, mas acabou casando com Mary, quando Anne o recusou por ainda continuar amando Wentworth.
Lady Russell — uma amiga dos Elliots, particularmente de Anne e sua mãe, antes de falecer. Ela é crucial na decisão de Sir Walter em deixar Kellynch Hall para sair da crise financeira. Anos antes, ela persuadira Anne a recusar a proposta de casamento do Capitão Wentworth, pelo fato de ele ser pobre e com poucos recursos futuros.
Mrs. Clay — uma pobre viúva, filha do advogado Mr. Shepherd, e amiga íntima de Elizabeth Elliot. No início da história, parece interessada em Sir Walter, estando sempre junto da família e sendo até mais requisitada como companhia de Elizabeth do que a própria Anne. Ao final, casa-se com William Elliot.
Capitão Frederick Wentworth — um oficial naval que tivera um envolvimento com Anne há alguns anos, e fora recusado por ela. Na época, não tinha fortuna, mas nas guerras napoleônicas sua situação financeira se modificou. Sempre é referido como uma pessoa extremamente bela e uma companhia muito agradável. Tinha um profundo ressentimento, até mesmo, raiva de Anne por ter se deixado influenciar tão facilmente por Lady Russell, sem procurar entender os motivos dela e não hesitou em flertar com as irmãs Louisa e Henrietta ao mesmo tempo na frente de todos. Frederick e Anne pouco se falaram durante o reencontro oito anos depois, mas ele sempre demonstrava preocupação por sua ex-noiva e estava sempre a observá-la. É um dos irmãos de Sophia Croft.
Admiral Croft — de boa natureza, aluga Kellynch Hall e é cunhado do Capitão Wentworth.
Sophia Croft — irmã do Capitão Wentworth e esposa do Almirante Croft. Ela oferece a Anne um exemplo de mulher que casou por amor, e não por dinheiro.

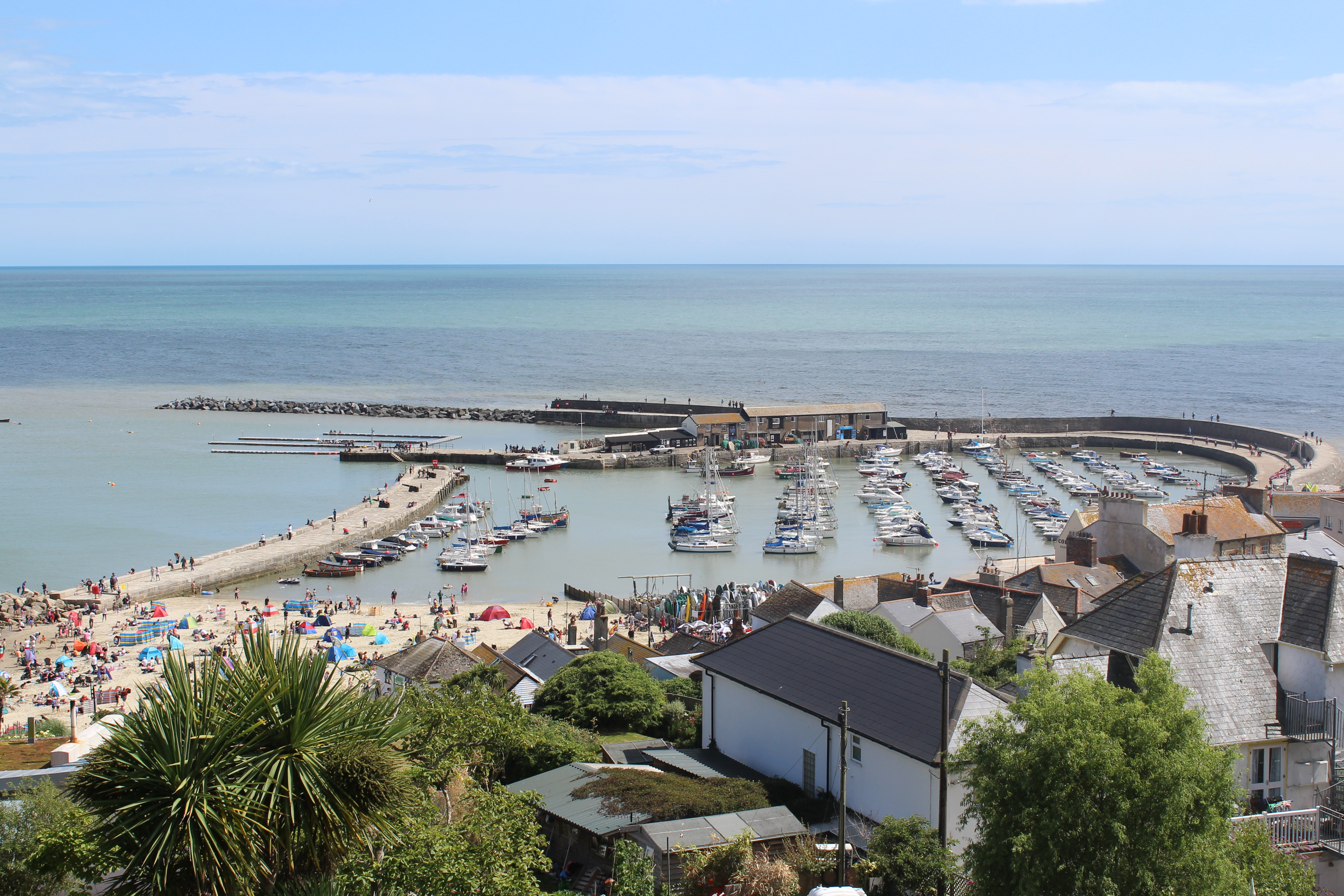
Lyme Regis onde Louisa caiu do paredão

Louisa Musgrove — segunda irmã de Charles Musgrove, tem 19 anos. Capitão Wentworth a admira pela determinação, em contraste com a prudência de Anne. Ela pretende um compromisso com o Capitão Benwick.
Henrietta Musgrove — irmã mais velha de Charles Musgrove, tem 20 anos, e está informalmente compromissada com o primo Charles Hayter.
Capitão Harville — um amigo do Capitão Wentworth, mora em Lyme.
Capitão James Benwick — um amigo do Capitão Harville. Benwick fôra compromissado com a irmã do Capitão Harville, Fanny, mas ela morreu enquanto Benwick estava no mar. A perda o deixou melancólico e amante de poesia. Benwick acaba se compromissando com Louisa Musgrove.
Mr. William Elliot — um parente, herdeiro presuntivo de Sir Walter, que se tonrou um estranho para família quando se envovleu com uma mulher rica da sociedade, deixando de casar com Elizabeth Elliot. Agora viúvo, quer herdar o título de Sir Walter e a casa em Kellynch, motivo pelo qual se reaproximou de sua família após ter ficado viúvo. Demonstrou interesse em Anne, que desconfiava de seu súbito arrependimento e desejo de reconciliação. No final, é descoberto que ele é uma pessoa sem coração e não se importa com nada além de si mesmo.
Mrs. Smith — uma amiga de Anne Elliot que mora em Bath e passa por dificuldades financeiras após ter ficado viúva. Ela é quem alerta Anne sobre a verdadeira personalidade de Mr. Elliot, que foi um grande amigo de seu marido.
Lady Dalrymple — uma viscondessa, prima de Sir Walter, de elevada posição social.

## Significado literário e crítico
Austen escreveu Persuasion durante o período em que esteve enferma, enfermidade esta que resultou em sua morte, dando margem a um romance mais curto e menos elaborado do que Mansfield Park e '”Emma”.
Apesar do impacto da doença de Austen, o romance é bastante original, e é o primeiro em que a personagem feminina principal já não é tão jovem; a biógrafa Claire Tomalin caracteriza o livro como um “presente para ela mesma, para Miss Sharp, para Cassandra, para Martha Lloyd... para todas as mulheres que tinham perdido suas chances na vida e que nunca desistiram de uma segunda primavera".
Ao mesmo tempo, o romance é uma marcha triunfal para a construção do homem. Capitão Wentworth é um dos muitos oficiais navais da história, que ascenderam socialmente por mérito ou sorte, e não por herança. Ele marca um tempo em que muitas raízes sociais foram mudadas, tais como as do antigo rico, Sir Walter, que dá lugar ao novo rico, como Wentworth. O sucesso dos dois personagens irmãos de Austen na Marinha Real é particularmente significativo para a época.
Austen arremata seu romance da mesma forma que em Pride and Prejudice, quando a heroína ultrapassa os outros através do casamento.